# Ballett des Staatstheaters am Gärtnerplatz
Das Ballett des Staatstheaters am Gärtnerplatz ist neben dem Bayerischen Staatsballett das zweite Tanzensemble Münchens. Seit der Spielzeit 2012/2013 steht es unter der Leitung von Ballettdirektor Karl Alfred Schreiner. 
Das Ballett des Staatstheaters am Gärtnerplatz arbeitet regelmäßig mit international renommierten Gastchoreografen zusammen. So kreierten in den vergangenen Jahren u. a. Jo Strømgren, Cayetano Soto, Mauro Astolfi, Marco Goecke und Antony Rizzi eigene Arbeiten für das Ensemble.